# صحيفة (صحن)
الصُحَيْفة أو طبق الفنجان هي نوع من الأطباق الصغيرة. استخدمت الصحيفة في العصور الوسطى لتقديم التوابل والصلصات، يُستخدم المصطلح حالياً للإشارة إلى صحن صغير أو طبق ضحل يحمل فنجاناً عادةً ما يحتوي القهوة أو الشاي.